# Asedio de al-Fu'ah y Kafriya
El asedio de al-Fu'ah y Kafriya fue un asedio a las poblaciones de al-Fu'ah y Kafriya, de mayoría chií y controladas por el gobierno sirio en la Gobernación de Ildib, por parte de las fuerzas de la oposición durante la guerra civil siria. El sitio se estableció después de la conquista rebelde de la capital de la gobernación en marzo de 2015, y finalizó en julio de 2018 después de que el gobierno y las facciones rebeldes, encabezadas por Tahrir Al-Sham, alcanzaran un acuerdo para la evacuación de las dos localidades.

## El asedio

### 2015

Batalla de Ildib (2015)

Ofensivas de agosto y septiembre de 2015

El 28 de marzo de 2015, después de 4 días de combates, los rebeldes capturaron la ciudad de Ildib y establecieron el sitio a las localidades de al-Fu'ah y Kafriya. Miles de civiles y combatientes quedaron atrapados desde entonces, muchos de ellos residentes allí y milicianos locales, pero también civiles y combatientes leales al gobierno sirio que se habían refugiado tras la caída de Idlib en estas localidades que por su composición religiosa siempre habían sido un bastión leal al gobierno. El Ejército de la conquista y uno de sus principales componentes Jabhat Fateh Al-Sham (anteriormente conocido como el Frente al-Nusra), impusieron un asedio completo sobre las dos poblaciones, impidiendo la llegada de ayuda humanitaria y cualquier clase de suministro, llegando a ejecutar a personas acusadas de introducir mediante contrabando mercancías en al-Fu'ah y Kafriya.
En julio de 2015 comenzó la batalla de Zabadani, en la frontera entre Siria y Líbano, donde fuerzas de Hezbollah y el ejército sirio sitiaron la población rebelde. El asedio pro-gubernamental de Zabadani y el asedio rebelde de Kafriya y al-Fu'ah se vincularon en las negociaciones por entenderse que la situación de ambos enclaves era similar.
El 2 de agosto el Ejército de la Conquista anunció que continuaría con las operaciones contra al-Fu'ah y Kafriya. El 10 de agosto los rebeldes lanzaron un asalto sobre al-Fu'ah, tras detonar un túnel bomba y un coche bomba. Tras esta ofensiva se acordó un alto el fuego temporal en Zabadani y al-Fu'ah y Kafriya, que se prolongó hasta finales de agosto, cuando se rompieron las negociaciones.
El 31 de agosto se lanzó un nuevo asalto sobre las poblaciones sitiadas, y los rebeldes capturaron la aldea de al-Suwaghiyah, forzando a los defensores a retirarse a la cota de Tal Khirbat. La prensa opositora también informó de que la aldea de Deir al-Zaghab, al sur de Kafriya y al sureste de al-Fu'ah, también había sido capturada por los rebeldes, aunque el gobierno, a su vez, informó de haber repelido un ataque en el sector y seguir manteniendo el control del mismo. Entre el 3 y el 5 de septiembre se sucedieron los intentos por parte de los rebeldes, sin éxito, por tomar el enclave, con bombardeos de artillería y ataques desde Idlib, Maarrat Misrin y al-Suwaghiyah.
El 18 de septiembre los rebeldes islamistas lanzaron un nuevo ataque sobre las localidades, disparando más de 400 cohetes y empleando 7 SVBIED (Suicide Vehicle-Borne Improvised Device, suicidas conduciendo vehículos con exploivo) y dos coches bomba. En estos combates murieron al menos 29 combatientes rebeldes, 21 gubernamentales y 7 civiles. Según medios de comunicación iraníes, las NDF y Hezbollah fueron capaces de repeler la ofensiva. Al día siguiente, 19 de septiembre, los rebeldes capturaron la estratégica colina de Tal Khirbat.
El 20 de septiembre se alcanzó un nuevo acuerdo de alto el fuego para al-Fu'ah y Kafraya, y los rebeldes permitieron el acceso de ayuda humanitaria a la población. Aunque los rebeldes violaron ocasionalmente el alto el fuego mediante bombardeos de artillería, el alto el fuego se mantuvo.

### 2016
El 11 de enero de 2016, el Comité Internacional de la Cruz Roja y el Programa Mundial de Alimentos organizaron un convoy de ayuda para entregar alimentos, medicamentos y otras ayudas a kafriya y al-Fu'ah, junto con Madaya en el sur. A pesar de que varios convoyes humanitarios entraron en el área sitiada, los ciudadanos aún sufrían condiciones de supervivencia muy difíciles; la atención médica básica, las vacunas y los alimentos no estaban disponibles.
El 21 de julio, dos civiles enfermos de al-Fu'ah y Kefriya fueron evacuados a Latakia por la Media Luna Roja Árabe Siria, a cambio de que dos civiles enfermos también fueran evacuados de Zabadani a Idlib. La ayuda médica y alimentaria llegó a las ciudades, además de Qalaat al-Madiq.
A fines de septiembre, 52 camiones de ayuda fueron a Zabadani y Madaya y 19 llegaron a al-Fu'ah y Kafriya, que tiene alrededor de 20,000 residentes en total.
Del 3 al 6 de diciembre, más de 10 civiles en al-Fu'ah y Kafriya fueron asesinados por bombardeos de los rebeldes, en represalia a los bombardeos de la Fuerza Aérea Siria en toda la gobernación que mataron a más de 121 civiles.
El 18 de diciembre, un grupo de autobuses de Aleppo se dirigió a al-Fu'ah y Kafriya para evacuar a 2.500 civiles allí como parte de un acuerdo que también evacuaría a los civiles restantes de los antiguos distritos rebeldes de Aleppo después de la ofensiva. En el camino, 6 autobuses fueron atacados y quemados por combatientes del Frente al-Nusra, impidiendo la evacuación. Dos días después, más de 1,000 personas de al-Fu'ah y Kafriya abandonaron las ciudades en autobuses y se dirigieron a Aleppo.

### 2017
A mediados de marzo, Hayat Tahrir al-Sham (HTS) capturó la colina de Umm A'anoun , en un intento de cortar la carretera que une al-Fu'ah con Kafriya.
El 28 de marzo, un acuerdo fue negociado por Catar y firmado por Ahrar al-Sham, HTS, Hezbollah e Irán, para la evacuación de Fu'ah y Kafriya a cambio de la evacuación de residentes y rebeldes en Zabadani y Madaya. El acuerdo entró en vigor a partir del 12 de abril y los autobuses y las ambulancias llegaron a las cuatro ciudades con la ayuda de la Media Luna Roja Árabe Siria para comenzar las evacuaciones. El Ejército Sirio Libre condenó el acuerdo, considerando que establecía un precedente peligroso de limpieza étnica y sectaria, que servía para volver a trazar las fronteras del estado sirio en arreglo a criterios confesionales, y que constituía un crimen de lesa humanidad y contrario al artículo 7, párrafo (d), de El Estatuto de la Corte Penal Internacional.
El 14 de abril, 75 autobuses y 20 ambulancias evacuaron a unas 5.000 personas de Fua y Kefriya a Alepo. El 15 de abril, en el oeste de Alepo, un suicida atacó un convoy de autobuses que transportaban a los evacuados, y mató a más de 100 personas. A finales de octubre más de 8200 civiles seguían sitiados en el interior de la bolsa, según la ONU.

### 2018
El 17 de marzo de 2018, los combatientes de la FSA de "Saraya Darayya", un grupo formado por rebeldes de Damasco que habían sido exiliados a Idlib después del final del asedio de Darayya y Muadamiyat, asaltaron posiciones gubernamentales en las dos ciudades. Medios de comunicación del gobierno afirmaron que los ataques habían fracasado, mientras que Saraya Darayya afirmó haber matado a muchos combatientes de las milicias leales al gobierno.
El 17 de julio, los negociadores iraníes llegaron a un acuerdo con Hayat Tahrir al-Sham, con Turquía como mediador, para evacuar a los combatientes y civiles de al-Fu'ah y Kafriya, un total de entre 6,500 y 7,000 personas. 121 autobuses acompañados por ambulancias de la Media Luna Roja Árabe Siria entraron en las dos poblaciones al día siguiente. Los autobuses fueron atacados por combatientes de HTS con piedras, pero salieron en la mañana del 19 de julio. A cambio, el gobierno liberó a 1.500 detenidos y combatientes rebeldes de sus cárceles, de los cuales al menos 400 fueron transportados a Idlib el mismo día.